# Heliocopris colossus
Heliocopris colossus är en skalbaggsart som beskrevs av Bates 1868. Heliocopris colossus ingår i släktet Heliocopris och familjen bladhorningar. Inga underarter finns listade i Catalogue of Life.

## Bildgalleri

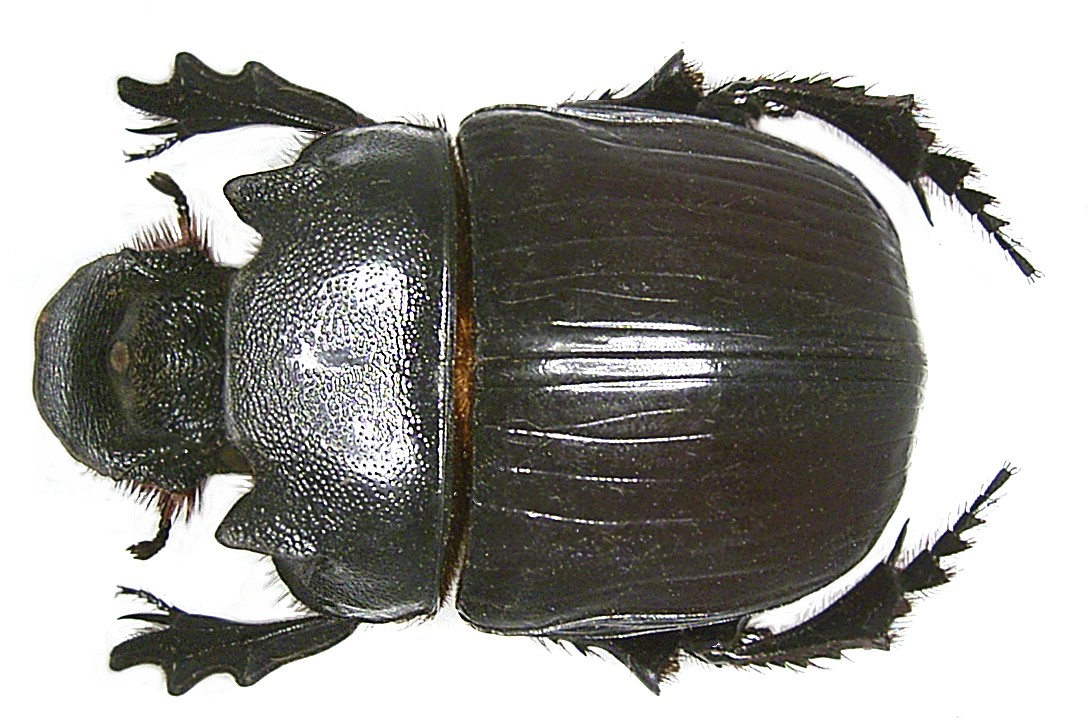
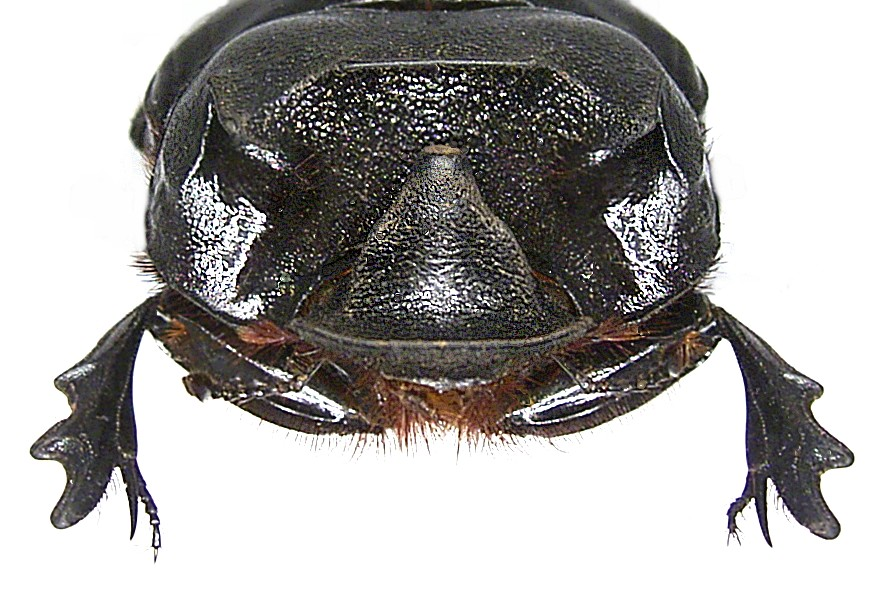